# NGC 3292/1
NGC 3292/1 је лентикуларна галаксија у сазвежђу Секстант која се налази на NGC листи објеката дубоког неба.
Деклинација објекта је - 6° 10' 46" а ректасцензија 10h 35m 34,4s. Привидна величина (магнитуда) објекта NGC 3292 износи 14,1 а фотографска магнитуда 15,1. NGC 32921 је још познат и под ознакама MCG -1-27-23, PGC 31370.